# Disophrys insidiator
Disophrys insidiator är en stekelart som beskrevs av Szepligeti 1914. Disophrys insidiator ingår i släktet Disophrys och familjen bracksteklar. Inga underarter finns listade i Catalogue of Life.